# Muzeum Narodowe w Gdańsku
Muzeum Narodowe w Gdańsku, MNG (do 1972 Muzeum Pomorskie w Gdańsku) – wielooddziałowa instytucja kultury prowadzona przez Ministerstwo Kultury i Dziedzictwa Narodowego. Muzeum to powstało w 1948 i jest wpisane w Państwowym Rejestrze Muzeów pod numerem 76/134. Jedno z najstarszych polskich muzeów. Największa instytucja kultury na Pomorzu.

## Historia

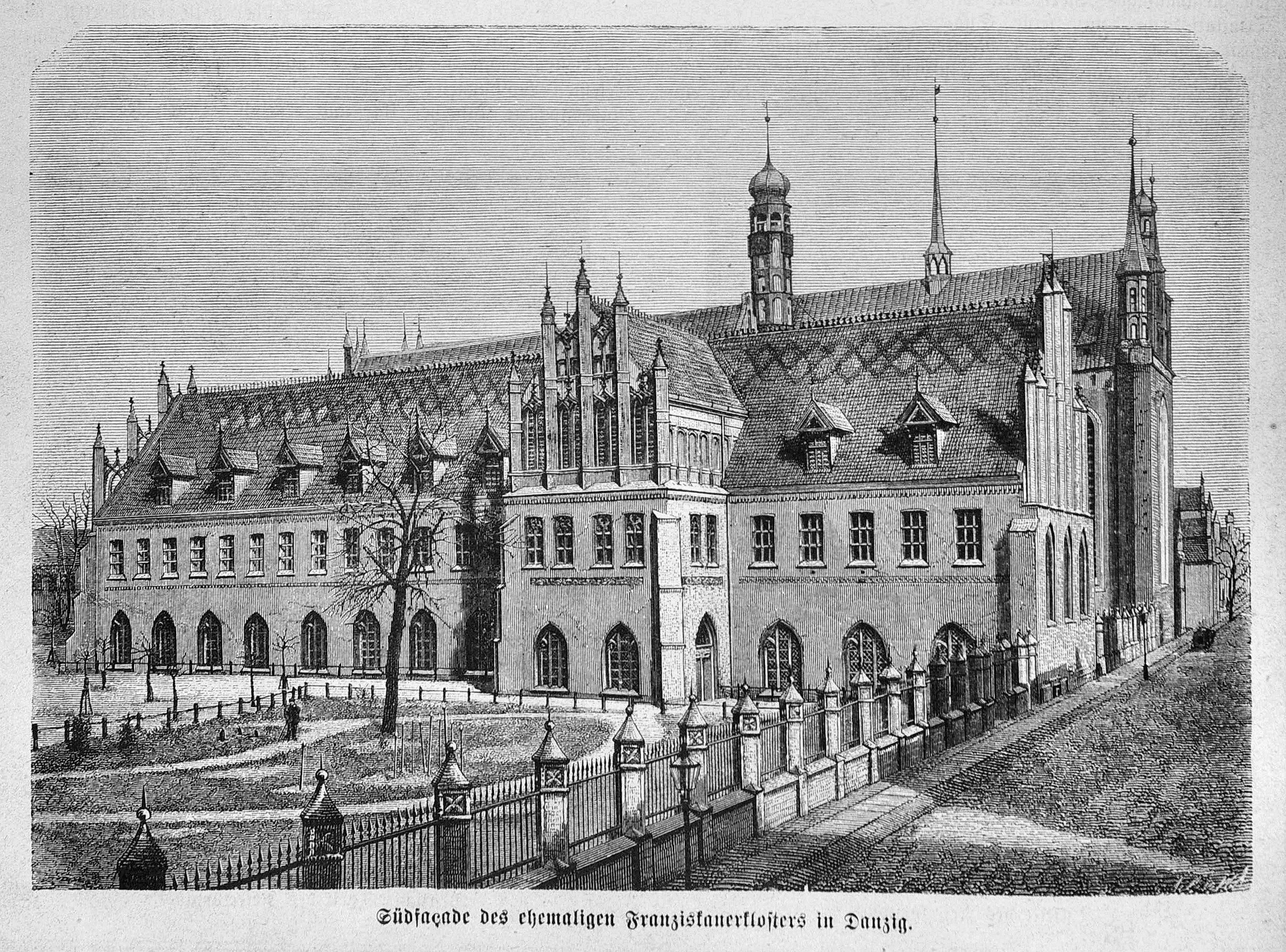
Gmach MNG (1875)

Mieści się w budynkach dawnego klasztoru franciszkańskiego, kontynuuje tradycje Muzeum Miejskiego (Stadtmuseum) i Muzeum Rzemiosła Artystycznego (Kunstgewerbemuseum). Początkowo istniało pod nazwą Muzeum Miejskie. Już w 1945 roku do zniszczonego w 65% budynku zaczęto zwozić znalezione w ruinach Gdańska zabytki, których było początkowo 800. Zabezpieczano je i w miarę możliwości poddawano konserwacji. Jednocześnie odgruzowywano budynek, by wygospodarować przestrzeń ekspozycyjną. Otwarcia muzeum, już jako Państwowego Muzeum w Gdańsku dokonali 30 maja 1948 wiceminister kultury i sztuki Włodzimierz Sokorski oraz dyrektor Muzeum Narodowego w Warszawie prof. Stanisław Lorentz. Mieściło się w krużgankach i salach przyziemia. Na odbudowywanym piętrze trwał jeszcze remont. 1 lipca 1948 placówka otrzymała nazwę Muzeum Pomorskie. Pierwsze ekspozycje prezentowały kulturę artystyczną Gdańska i Pomorza. W ekspozycji znalazły się rzeźba i malarstwo europejskie, rzemiosło artystyczne oraz malarstwo polskie XIX i XX wieku, to ostatnie w dużej mierze dzięki depozytom z Muzeum Narodowego w Warszawie. W roku 1952 zaprezentowano wyniki badań archeologicznych prof. Konrada Jażdżewskiego. W 1956 roku wróciły do Gdańska z ZSRR zabytki wywiezione w czasie wojny. Zaprezentowano je na otwartej 30 września wystawie. Obecni byli: dyrektor sekcji muzeów UNESCO dr van der Haegen, dyrektor Międzynarodowej Rady Muzeów dr Georges Henri Rivière, dyrektorzy muzeów polskich oraz muzeów z Sofii, Berlina, Pragi, Budapesztu i Bukaresztu. Obok 150 obrazów, około 4500 grafik i rysunków, z kilkudziesięciu rzeźb do Gdańska wrócił tryptyk Sąd Ostateczny Hansa Memlinga – najcenniejsze dzieło znajdujące się w muzeum. W roku 1961 do muzeum trafiła część pochodzącego z Bazyliki Wniebowzięcia Najświętszej Marii Panny zbioru paramentów kościelnych, które przed wojną znajdowały się w zbiorach Muzeum Miejskiego. Rząd NRD zwrócił Polsce 189 tkanin i haftów. Budowano bardzo obszerne kolekcje muzealne, uwzględniając w nich także zabytki archeologiczne, historyczne i etnograficzne. Funkcjonujące w ramach muzeum oddziały archeologiczny, morski i historyczny dały początek samodzielnym obecnie gdańskim muzeom: w roku 1960 Muzeum Morskiemu, w 1962 Muzeum Archeologicznemu, a w 1971 Muzeum Historycznemu Miasta Gdańska (obecnie Muzeum Gdańska).

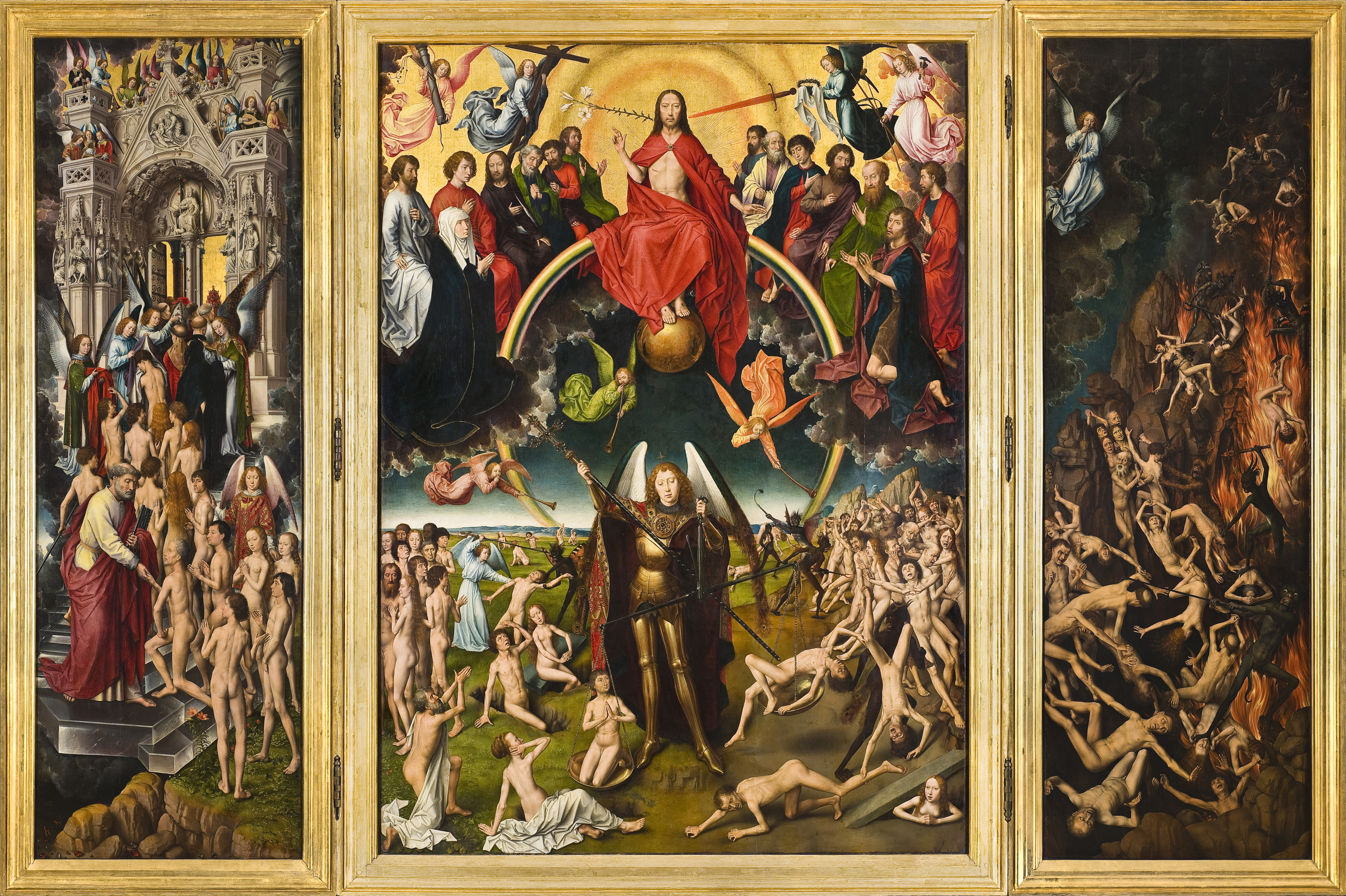
Hans Memling, Sąd Ostateczny, (1467-1471)

7 maja 1972 Muzeum Pomorskie przemianowano na Muzeum Narodowe. Posiada obecnie oddziały: Muzeum Hymnu Narodowego w Będominie (od 1978 roku, w dworku Józefa Wybickiego; zbiory o charakterze patriotycznym, skupia ekspozycje wokół tematów związanych z Mazurkiem Dąbrowskiego i Józefem Wybickim); Muzeum Etnograficzne, początkowo dział, od roku 1979 oddział, od 1988 w Spichrzu Opackim w Oliwie (na terenie Klasztoru Cystersów w Oliwie), posiadające także kolekcje z zakresu kultur pozaeuropejskich oraz obiekty dotyczące ludności przesiedlonej z Kresów II Rzeczypospolitej Polskiej; oddział Sztuki Współczesnej w Pałacu Opatów w Oliwie (od 1988, gromadzi i udostępnia kolekcje obrazujące najważniejsze prądy w nowoczesnej sztuce polskiej; zbiory skupione są w działach: malarstwa i rysunku, grafiki i tkaniny artystyczne, ceramiki i rzeźby); Gdańska Galeria Fotografii (od 1995, ul. Grobla I 3/5, następnie Zielona Brama, powstała za sprawą Związku Polskich Artystów Plastyków w Gdańsku w roku 1977 jako Galeria GN; skupia się wokół fotografii dawnej: gdańskiej, kresowej oraz fotografii artystycznej); Oddział Zielona Brama (od 1999, pełni funkcję ekspozycyjną, nie gromadzi własnych zbiorów) oraz Muzeum Tradycji Szlacheckiej w Waplewie Wielkim (od 2006, pełni także funkcję Pomorskiego Ośrodka Kontaktów z Polonią).

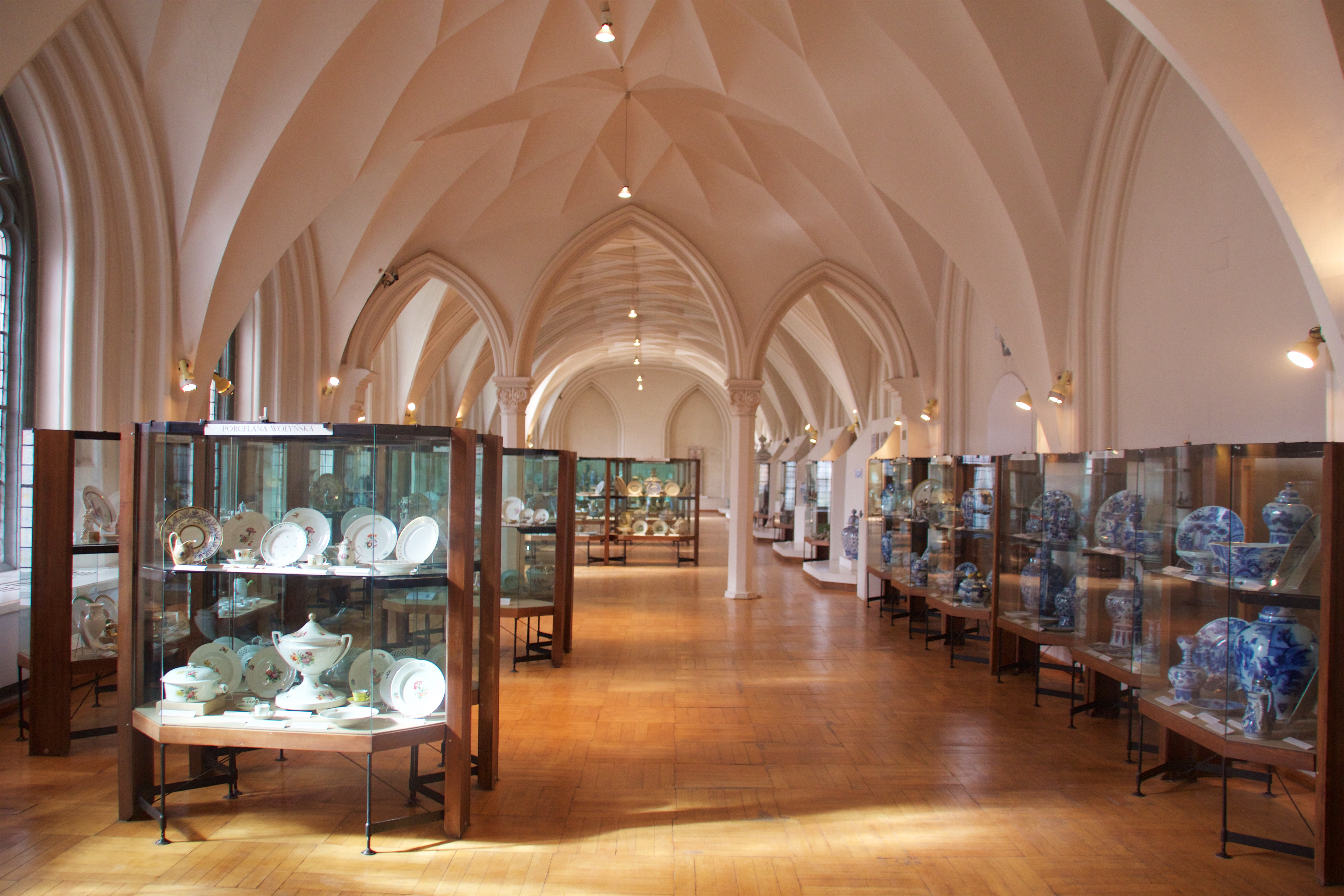
Fragment ekspozycji w gmachu głównym MNG

Podstawowym działem jest Dział Sztuki Dawnej, mieszczący się w pierwotnej siedzibie muzeum, dawnym klasztorze franciszkańskim. Przechowywane i prezentowane są tu kolekcje złotnictwa, cyny, ceramiki, mebli, rzeźby, grafiki, rysunku i dawne malarstwa, gromadzone jeszcze przez Muzeum Miejskie. Prezentowany jest także Sąd Ostateczny Hansa Memlinga. Największym przedsięwzięciem wystawienniczym muzeum była zorganizowana w 1997 roku wystawa Aurea Porta Rzeczypospolitej. Sztuka gdańska od połowy XV do końca XVIII wieku. Bezpośrednio po II wojnie światowej i ponownie w latach 1994–1995 ze staraniami o odzyskanie budynku występowali franciszkanie. W obronie muzeum jego pracownicy w marcu 1995 roku przesłali specjalny list do papieża Jana Pawła II, oflagowali budynek, zbierano pod protestem podpisy mieszkańców Trójmiasta, „Dziennik Bałtycki” drukował specjalne karty do podpisu przez czytelników. 14 czerwca 1995 Komisja Majątkowa przy Urzędzie Rady Ministrów odrzuciła pretensje franciszkanów.
W 2017 6 oddziałów zwiedziło łącznie 162 137 zwiedzających.

## Dyrektorzy
- Jan Chranicki (1948–1970)
- Janusz Wąsowicz (1970–1974)
- Jan Przała (1974–1980)
- Józef Kuszewski (1980–1983)
- Teresa Milewska (1983–1988)
- Tadeusz Piaskowski (1988–2004)
- Wojciech Bonisławski (2004–2019)[5]
- Jacek Friedrich (2020–2024)[5]
- Piotr Stasiowski (od 1 października 2024)[6]

## Oddziały Muzeum
| Zdjęcie | Oddział                                          | Adres                              |
|         | Oddział Sztuki Dawnej – gmach główny             | Toruńska 1 80-822, Gdańsk          |
|         | Oddział Sztuki Nowoczesnej (Pałac Opatów)        | Cystersów 18 80-330, Gdańsk        |
|         | Oddział Etnografii (Spichlerz Opacki)            | Cystersów 19 80-330, Gdańsk        |
|         | Oddział Zielona Brama Gdańska Galeria Fotografii | Długi Targ 24 80-828, Gdańsk       |
|         | Nomus – Nowe Muzeum Sztuki                       | Jaracza 14 80-863, Gdańsk          |
|         | Muzeum Hymnu Narodowego w Będominie              | Będomin 16 83-422, Nowy Barkoczyn  |
|         | Muzeum Tradycji Szlacheckiej w Waplewie Wielkim  | Waplewo Wielkie 82-410, Stary Targ |